# Драгс офф
Драгс_офф (англ. Drugs_off) - неформальний молодіжний рух, метою якого є боротьба з наркорекламою та поширенням наркотичних речовин.
Лідер Марина Денисенко,  голова "Дух Нації". ,,,,,
Місце виникнення - м. Дніпро, Україна.
Час виникнення - грудень 2016 року.

## Історія
Рух виник трохи спонтанно. І хоча ідея боротьби з наркотичною рекламою у громадських місцях з’явилась у одного із учасників ще у 2015 році та практичне втілення відбулось наприкінці 2016 року.
Учасники Політичної Партії «ДУХ НАЦІЇ» відправились замалювати напис, який асоціювався тоді з військовою агресією на Донбассі і незаконними державними утвореннями - "ДНЕПР НОВОРОССИЯ". Прибувши на місце група молодих людей виявила, що напис на той час вже було замальовано представниками підприємства, на фасаді будівлі якого він був розташований.
Однак у молодиків була запасена фарба, а тому порадившись між собою, вони почали зафарбовувати написи, які містили скайп і телеграм адреси наркодилерів.

## Діяльність
Drugs_off [Архівовано 16 лютого 2020 у Wayback Machine.] попри відсутність постійного фінансування, регулярно замальовує нарконаписи у м. Дніпро. Фарбу забезпечують приватні підприємці або учасники Політичної партії «Дух Нації». Мова не йде про повне замалювання нарконапису, від цього відмовились, як тільки-но спробували, а лише про псування скайп-, телеграм-адреси для неможливості скористатись посиланням у мережі інтернет.
Важливою складовою діяльності руху є інформування населення та посадовців про значення написів та їх небезпеку. Окрім того, юристи Політичної Партії «Дух Нації» допомагали руху із зверненнями до правоохоронних органів Національна поліція України, Кіберполіція, Департамент протидії наркозлочинності Національної поліції України щодо блокування в мережі Інтернет безконтактного збуту наркотичних речовин, посилення оперативної діяльності щодо виявлення та припинення збуту наркотичних речовин. Також влаштовувались круглі столи та обговорення в органах місцевого самоврядування щодо активізації комунальних служб щодо видалення наркоадрес.
Протягом всієї діяльності до руху приставали різні громадські організації та окремі люди.

Драгс_офф, Дух Нації.

Ідея замальовувати нарконаписи кольорами Прапору України була підхоплена деякими політичними рухами та організаціями з різних куточків України. Таким чином, окрім замалювання написів цей перманентний флешмоб робить українські міста яскравішими.